# El Ocote, Honduras
El Ocote är en ort i Honduras.   Den ligger i departementet Departamento de Yoro, i den centrala delen av landet, 160 km norr om huvudstaden Tegucigalpa. El Ocote ligger 581 meter över havet och antalet invånare är 1 908.
Terrängen runt El Ocote är varierad. Runt El Ocote är det glesbefolkat, med 19 invånare per kvadratkilometer. Närmaste större samhälle är Olanchito, 7,2 km norr om El Ocote. 